# Alluvione della Lombardia del 1995
L'alluvione della Lombardia del 1995 fu un'alluvione che avvenne il 12 e il 14 settembre 1995 nella Lombardia nord-occidentale. Furono duramente colpiti alcuni centri dell'Alto Milanese e del Varesotto meridionale, tra cui Gallarate e Legnano e tutti i paesi della Valle Olona. 

## Descrizione
La tragedia fu causata dalle abbondanti precipitazioni (338 o 376 mm in 30 ore, a seconda delle fonti) e dalla cospicua cementificazione lungo le sponde dei corsi d'acqua, fattori che provocarono l'esondazione dei torrenti Rile, Tenore, Arno e del fiume Olona. L'alluvione provocò la morte di una persona e danni quantificabili in circa 204 miliardi di lire.

## Gli eventi

### Valle Olona
Il 12 settembre 1995 l'Olona appariva già notevolmente ingrossato, causa le intense piogge che proseguivano da giorni; nonostante ciò, sindaci e assessori delle città e dei comuni più esposti – Castellanza e Legnano – non furono avvertiti: le uniche informazioni consistettero in brevi note, che informavano solo del crescere delle acque del fiume, ma non di rischio inondazioni. 
In sole 30 ore caddero 376 millimetri di pioggia. L'inizio del disastro avvenne nella notte tra il 12 ed il 13 settembre 1995: il ramo di Valganna dell'Olona ruppe gli argini e si gettò sulla Statale SS233, rodendo la strada e aprendo una grande voragine; poco più a valle investì il Birrificio Angelo Poretti di Induno Olona, straripò in alcune frazioni di Varese e proseguì la sua rovinosa corsa verso valle, allagando anche la tipografia del noto quotidiano La Prealpina. A Lozza franò una collina, mentre nel fondovalle di Gornate Olona il fiume allagò le frazioni di Torba e San Pancrazio, costringendo 20 persone ad una precipitosa fuga sui tetti, e spazzando via un ponte.
La ditta chimica Mazzucchelli di Castiglione Olona venne invasa da oltre due metri d'acqua; Cairate venne isolata dallo straripamento, oltre che dell'Olona, del torrente Tenore, mentre la Tintoria Zerbi di Lonate Ceppino venne sventrata dall'onda di piena. Anche qui crollarono due ponti; a Fagnano Olona numerose persone rimasero bloccate sui tetti degli edifici nel fondovalle, dovendo essere soccorse con elicottero; a Solbiate Olona vennero allagati il Cotonificio di Solbiate e la casa dei custodi, che furono costretti ad una precipitosa fuga.
Tra le 14.20 e le 14.45 del 13 settembre l'Olona ruppe gli argini inondando la parte bassa di Castellanza provocando ingenti danni: vennero allagate, oltre numerose abitazioni, anche l'Università Carlo Cattaneo e un supermercato. Alle 20 l'Olona si riversò nelle strade di Legnano, sommergendo il quartiere Gabinella, le sedi di Croce Rossa e Vigili Urbani: 197.000 metri quadri del parco Castello vengono sommersi; fu allagata anche San Vittore Olona.
A Nerviano vennero allagate varie abitazioni e lo storico Convento degli Olivetani, mentre a Parabiago fu invasa dalle acque la frazione di San Lorenzo; a Rho 12 persone dovettero fuggire dalla loro cascina sommersa, e anche Pogliano Milanese fu allagato. In diversi comuni, per giorni, l'acqua dovette essere portata con le autocisterne, perché l'Olona aveva allagato e contaminato i pozzi.

### Valmorea
In Valmorea un tronco sbarrò il corso del torrente Lanza, affluente dell'Olona, che si riversò sui binari della Ferrovia della Valmorea, da poco ripristinata, spazzando via la massicciata e lasciando le rotaie sospese nel vuoto. 

### Torrenti Rile e Arno
Il torrente Rile inondò per due volte Cassano Magnago, allagando 210 proprietà, mentre l'Arno invase Cavaria con Premezzo – con due onde di piena che costrinsero alla fuga 200 persone, un'ottantina delle quali vennero temporaneamente alloggiate nella scuola media – e Arnate, quartiere di Gallarate. 

### Lago di Lugano
Porto Ceresio venne allagata per due terzi. A Campione d'Italia una frana seppellì una decina di automobili.

## Bilancio dei danni
- un morto;
- centinaia di sfollati;
- 94 aziende colpite per complessivi 86 miliardi di lire di danni agli impianti industriali;
- migliaia di operai (7500 furono complessivamente gli operai delle aziende colpite) finirono in cassa integrazione;
- 18 strade provinciali bloccate o fuori uso;
- 72 i comuni alluvionati, tra le province di Varese, Milano e Como;
- 204 miliardi di lire di danni complessivi.